# Riwoqê
| Tibetische Bezeichnung                    |
| ----------------------------------------- |
| Tibetische Schrift: རི་བོ་ཆེ་རྫོང་             |
| Wylie-Transliteration: ri bo che rdzong   |
| Offizielle Transkription der VRCh: Riwoqê |
| THDL-Transkription: Riwoché               |
| Andere Schreibweisen: Riwoche, Riboche    |
| Chinesische Bezeichnung                   |
| Traditionell: 類烏齊縣                    |
| Vereinfacht: 类乌齐县                     |
| Pinyin:Lèiwūqí Xiàn                       |

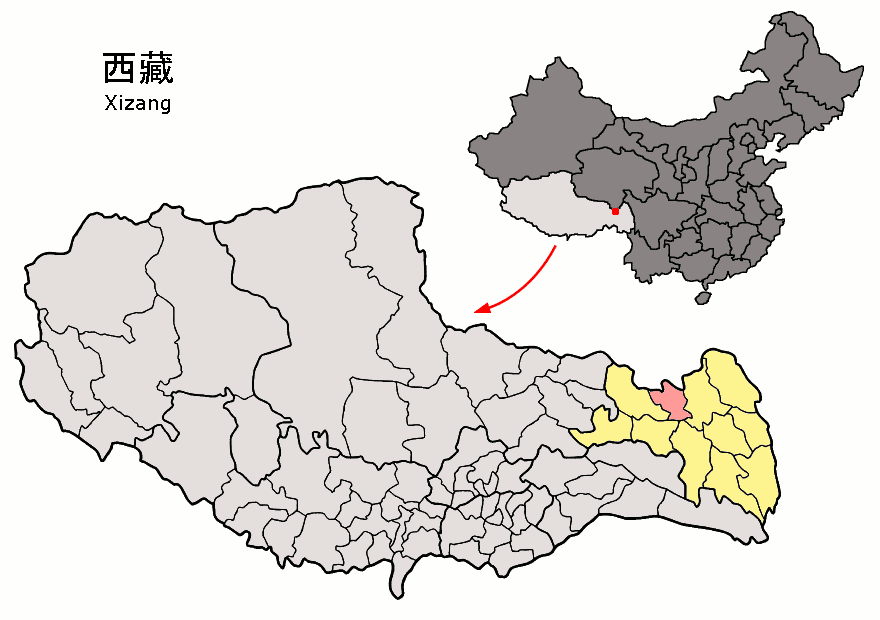
Lage des Kreises Riwoqê (rosa) in Qamdo

Der Kreis Riwoqê (Riboche) gehört zum Verwaltungsgebiet der Stadt Qamdo im Osten des Autonomen Gebiets Tibet in der Volksrepublik China. Die Fläche beträgt 6.339 Quadratkilometer und die Einwohnerzahl 58.856 (Stand: Zensus 2020). 1999 zählte Riwoqê 39.683 Einwohner.

## Administrative Gliederung
Auf Gemeindeebene setzt sich der Kreis aus zwei Großgemeinden und acht Gemeinden zusammen. Diese sind (amtl. Schreibweise / Chinesisch):
- Großgemeinde Samdo 桑多镇
- Großgemeinde Riwoqê 类乌齐镇
- Gemeinde Jigdoi 吉多乡
- Gemeinde Kangsê 岗色乡
- Gemeinde Pengda 滨达乡
- Gemeinde Karmardo 卡玛多乡
- Gemeinde Samka 尚卡乡
- Gemeinde Yiri 伊日乡
- Gemeinde Jagsamka 甲桑卡乡
- Gemeinde Chamoling 长毛岭乡

## Geschichte
Der Ortsname Riwoqê, „Großer Berg“, geht auf das gleichnamige Kloster der Taglung-Kagyü-Schule zurück, das dort von Sangye Ön (tib.: sangs rgyas dbon) (1250–1296) mit Unterstützung Chögyel Phagpas gegründet wurde und bis ins 20. Jahrhundert hinein die weltlichen und religiösen Geschicke der Region unangefochten in Händen hielt. Aufgrund seiner engen Bindung an das Mutterkloster Chang Taglung Thang, das aufgrund seiner Lage im zentraltibetischen Raum, nördlich von Lhasa, auch als Yarthang (tib.: yar thang), „Höher gelegene Ebene“, bezeichnet wurde, hatte Riwoqê auch den Beinamen Marthang (tib.: mar thang).